# 2260 Neoptolemus
2260 Neoptolemus è un asteroide troiano di Giove del campo greco del diametro medio di circa 71,65 km. Scoperto nel 1975, presenta un'orbita caratterizzata da un semiasse maggiore pari a 5,1961426 UA e da un'eccentricità di 0,0433260, inclinata di 17,77959° rispetto all'eclittica.
L'asteroide è dedicato a Neottolemo, figlio di Achille e della principessa Deidamia, che partecipò come il padre alla guerra di Troia. Allo stesso personaggio è anche dedicato l'asteroide 5283 Pyrrhus.